# Etheostoma kanawhae
Etheostoma kanawhae är en fiskart som först beskrevs av Edward C. Raney, 1941.  Etheostoma kanawhae ingår i släktet Etheostoma och familjen abborrfiskar. IUCN kategoriserar arten globalt som nära hotad. Inga underarter finns listade i Catalogue of Life.